# Lissonota folii
Lissonota folii là một loài tò vò trong họ Ichneumonidae.